# Temple protestant de Dieppe
Pour les articles homonymes, voir couvent des Carmélites.
Le temple protestant de Dieppe, situé 69 rue de la Barre à Dieppe (Seine-Maritime) est l'ancien couvent des carmélites de Dieppe, utilisé par les protestants depuis 1835. La paroisse est membre de l'Église protestante unie de France.

## Historique

### Communauté protestante de Dieppe
À la Renaissance, Dieppe est une cité portuaire commerçante ouverte aux idées humanistes. Elle est rapidement touchée par la Réforme protestante. En 1557, elle a une église dressée. L'église Saint-Jacques de Dieppe est transformé en lieu de culte protestant du 16 mai 1562 au 5 août 1563. Un temple est élevé à proximité de l'actuelle chemin du prêche - il est en service jusqu'au 28 juin 1685, lors de sa fermeture à la révocation de l'édit de Nantes.
La famille Duquesne de Dieppe, dont Abraham Duquesne, explorateur du Canada et Jean Ribaut, explorateur de la Floride, marquent l'histoire de la ville. Pendant les guerres de Religion, la ville est prise par les Anglais, puis devient une place forte de négociants huguenots.
Le culte reprend lors de la Révolution française, dès 1792. Il est organisé en 1803 avec les articles organiques, dans le cadre du régime concordataire français mis en place par Napoléon. Au XIXe siècle, le pasteur Jean Réville (1826-1860) contribue au développement de la communauté protestante. De 1964 à 1967, le pasteur est Gilles Castelnau.

### Histoire du bâtiment
Le couvent de l'ordre des Carmes déchaux date de 1615. Il est démoli lors du bombardement de 1694, et est reconstruite entre 1735 et 1745. Elle est fermée et désacralisée lors de la Révolution française. En 1834, l'ancienne chapelle est confiée à la communauté protestante. Partagé avec les anglicans jusqu'en 1873, ce temple est ensuite utilisé exclusivement pour le culte réformé (calviniste),.
L'édifice est inscrit au titre des monuments historiques le 16 novembre 1990, la façade principale de l'ancienne chapelle est classée pour sa part le 10 mai 1995.

## Description
La chapelle est composée de pierre, grès et silex.